# Буца Богдан Еманоїлович
Богда́н Еманої́лович Бу́ца (нар. 18 жовтня 1960, с. Воютичі, Самбірський район, Львівська область) — український політик. Народний депутат України 4-го скликання. Член партії «Наша Україна» (2005–2007). Міністр Кабінету Міністрів України (2005–2006), заступник міністра оборони України (січень 2008 — лютий 2010), депутат Львівської обласної ради (2006–2010).
Перший заступник Міністра оборони України (з березня 2014). Відсторонений від виконання повноважень до завершення службового розслідування. 21 серпня Нацагентство з питань держслужби не встановило фактів бездіяльності й саботажу з Богдана Буци, котрого звинувачують у зриві забезпечення армії, Дмитро Тимчук: «Весною цього року Буца запропонував гроші, що виділяються на АТО, не пускати в обіг на тендери із закупки пального для армії в комерційних структурах (а мова йшла про сотні мільйонів гривень), а взяти це пальне з держрезерву, і лише перерахувати гроші на відновлення цих запасів. Той факт, що чиновники військового відомства у цьому випадку залишилися без „відкатів“ з тендерів, миттєво зробив для них Буцу ворогом номер один». 3 вересня 2014-го звільнено з посади першого заступника міністра оборони.

## Освіта
У 1982 році закінчив електрофізичний факультет Львівського політехнічного інституту за фахом інженер електронної техніки, а у 2005 році отримав диплом Київського університету права за фахом юрист, «Правознавство».

## Трудова діяльність
1982–1984 — проходив службу в лавах Радянської армії.
1984–1988 — інженер, майстер дільниці СК «Фотон» виробничого об'єднання імені 50-річчя Жовтня (Львів).
1988–1991 — інженер-технолог, начальник бюро, заступник начальника дослідного виробництва НДІ побутової радіоелектронної апаратури (Львів).
1991–1992 — директор ТОВ «Рата» (Львів).
1992–1995 — начальник відділу, заступник начальника регіонального відділення, перший заступник начальника регіонального відділенняФонду державного майна України по Львівській області.
1995 — генеральний директор Українського центру сертифікаційних аукціонів.
1995–1997 — заступник голови Фонду державного майна України.
1997 — радник голови Громадського благодійного фонду «Фонд розвитку Львівщини» Андрія Садового.
1997–1998 — перший заступник голови Державного комітету України з питань підприємництва.
1998–1999 — заступник голови Львівської обласної державної адміністрації.
1999–2000 — радник президента Спілки підприємців малих, середніх і приватизованих підприємств.
2000–2002 — начальник Управління стратегії реформування відносин власності та регуляторної політики Департаменту економічної політики Секретаріату Кабінету Міністрів України.
2002–2005 — віце-президент Спілки підприємців малих, середніх і приватизованих підприємств.
З 2005 — народний депутат України.
З квітня по липень 2005 — перший заступник голови правління НАК «Нафтогаз України».
2005–2006 — міністр Кабінету Міністрів України.
2006–2007 — радник Президента України.
У січні 2008 року призначений на посаду заступника міністра оборони України.
У лютому 2010 уряд задовольнив заяву Богдана Буци про звільнення за власним бажанням. За даними ЗМІ, чиновник подав у відставку через незгоду з політикою уряду в оборонній сфері.
Березень — вересень 2014 — перший заступник Міністра оборони України.
Член спостережної ради ВАТ «Державний експортно-імпортний банк України» (з червня 2000); член наглядової ради ВАТ «Державний ощадний банк України» (з грудня 2006).
Довірена особа кандидата на пост Президента України Віктора Ющенка в ТВО № 123 (2004–2005).
Перший заступник голови центрального виконкому політичної партії Народний Союз «Наша Україна» (до вересня 2005).

## Родина
Одружений, має дочку і сина.

## Нагороди та державні ранги
- Почесна грамота Кабінету Міністрів України (грудень 2001)[14];
- Державний службовець 1-го рангу (з серпня 2006)[15];
- Орден «За заслуги» III ступеня — за вагомий особистий внесок у зміцнення обороноздатності та безпеки Української держави, зразкове виконання військового обов'язку, високий професіоналізм та з нагоди 18-ї річниці Збройних Сил України (1.12.2009).[16]